# تیپ ۱۹۲ زرهی اهواز

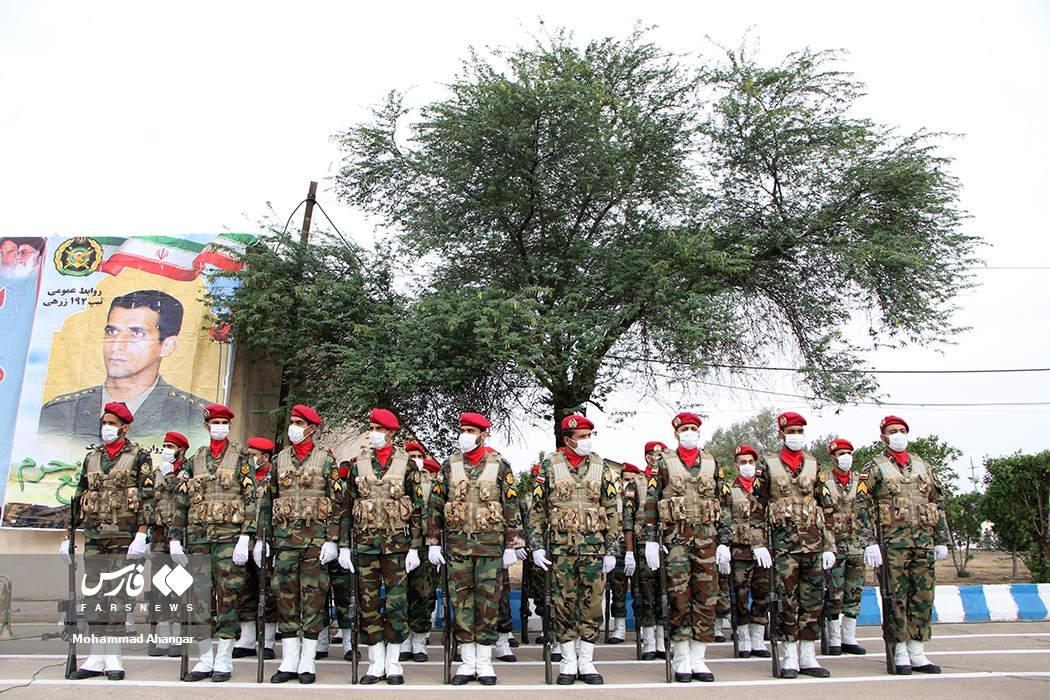
نیروهای تیپ ۱۹۲ زرهی در روز ارتش، سال ۱۴۰۱، اهواز

تیپ ۱۹۲ زرهی اهواز از تیپ‌های زرهی نیروی زمینی ارتش جمهوری اسلامی ایران و زیرمجموعه لشکر ۹۲ زرهی اهواز است، که پادگان و ستاد فرماندهی آن در شهر اهواز، استان خوزستان مستقر می‌باشد. تیپ ۱۹۲ زرهی اهواز در خلال جنگ ایران و عراق، از یگان‌های عمل‌کننده ارتش جمهوری اسلامی ایران و تحت امر لشکر ۹۲ زرهی اهواز بود. هم‌اکنون سرهنگ حسین حیدری فرماندهی تیپ ۱۹۲ زرهی اهواز را برعهده دارد.